# 上村信夫
上村 信夫（うえむら/かみむら? のぶお、嘉永4年（1851年） - 大正4年（1915年））は、日本の剣術家。流派は貫心流。称号は大日本武徳会剣道範士。職業は警察官。

## 経歴
広島藩士・上村金男の長男として生まれる。同藩の細六郎に貫心流剣術を学ぶ。
明治7年（1874年）、警視庁巡査に任官。
明治10年（1877年）、西南戦争に従軍、抜刀隊に属して戦う。
明治19年（1886年）、警視庁を退職。新潟県警察部に転じる。
明治44年（1911年）、大日本帝国剣道形制定の委員に選ばれる。
大日本武徳会から剣道範士号を授与された。